# Шубладзе, Александр Юрьевич
Александр Юрьевич Шубладзе (21 марта 1985, Самтредиа, Грузинская ССР, СССР) — российский футболист, полузащитник.

## Карьера
Начинал в ДЮСШ, готовившей игроков для «Локомотива» (Самтредиа). Будучи в гостях у родственников в Ставрополе, был случайно замечен тренером Николаем Швыдким. Так Александр попал в интернат, в котором Швыдкий тренировал ребят 1984 и 1985 года рождения. В начале 2002 года провёл несколько игр за дубль астраханского «Волгарь-Газпрома». Во второй половине сезона играл в изобильненском «Спартак-Кавказтрансгазе». 2003 год провёл в ставропольском «Динамо». В 2004 году был в составе «Лисма-Мордовии». В 2005 году был игроком «Зенита-2» и костромского «Спартака». В 2006 и 2007 годах продолжил карьеру в чемпионате Белоруссии — в «Белшине» и могилёвском «Днепре». В 2008 году выступал за «Ставрополь», игравшую в первенстве любителей. В начале 2009 года перешёл в «Машук-КМВ». С лета 2011 года — в калининградской «Балтике».
Играл в составе сборной под руководством Равиля Сабитова и Виктора Лосева.